# George Walter Thornbury

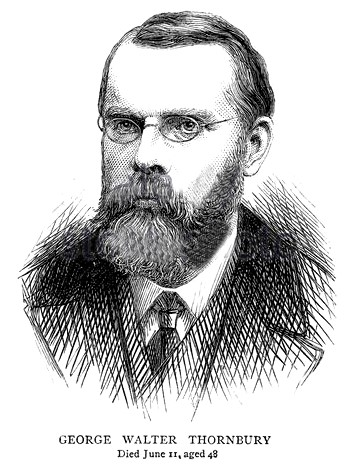
George Walter Thornbury

George Walter Thornbury, född 13 november 1828 i London, död 11 juni 1876 i samma stad, var en engelsk författare.
Thornbury var medarbetare i Athenaeum, Household Words, All the Year Round med flera tidskrifter. Bland hans arbeten kan nämnas Shakespeare's England (1856), Art and nature at home and abroad (samma år), British artists from Hogarth to Turner (1861), Life of J. M. W. Turner (samma år), Old and new London (1873–1874; fortsatt av Edward Walford), diktsamlingarna Songs of cavaliers and roundheads (1857; ny upplaga 1860) och Two centuries of song (1867), reseskildringar från Spanien, Amerika, Turkiet och Egypten samt flera omtyckta historiska romaner.